# José Vouillamoz
José Vouillamoz (* 3. September 1971 in Saillon, Kanton Wallis) ist ein Schweizer Biologe und Experte für genetische Studien von Rebsorten. Seit 2008 arbeitet er am Institut für Pflanzenbauwissenschaften IPB des Agroscope.

## Leben
José Vouillamoz studierte 1990 bis 1994 Botanik an der Universität Lausanne, in dem er das Lizenziat erwarb, und vertiefte dies bis 2001 am selben Studienort durch eine taxonomische Ausbildung in Biosystematik und den Abschluss als Doctor of Philosophy (PhD).
Vouillamoz arbeitete danach ein Jahr als Postdoktorand an einem Forschungsprojekt am Institut von Carole P. Meredith an der University of California, Davis zur Genanalyse zur Identifizierung von Walliser Rebsorten mittels Mikrosatelliten. Von November 2002 bis Februar 2003 kehrte er in die Schweiz zurück um als wissenschaftlicher Assistent an der Universität Neuenburg zu arbeiten. In einer weiteren post doc Phase widmete er sich bis 2004 am Istituto Agrario di San Michele all'Adige (heute Fondazione Edmund Mach) in Zusammenarbeit mit Patrick Edward McGovern vom University of Pennsylvania Museum of Archaeology and Anthropology genetischen Studien zur Domestizierung der edlen Weinrebe im Nahen Osten und wiederum der Genanalyse zur Identifizierung italienischer Rebsorten, insbesondere des Sangiovese. In der Zeitschrift Heredity erschien 2006 ein von ihm 2005 zusammen mit M. S. Grando verfasster Artikel zur Genealogie der Weinreben, in dem die Verwandtschaft von Pinot und Syrah beschrieben wird.
Für weitere fünf Jahre arbeitete er in Neuenburg als Ampelograf unter anderem an der Hypothese zum Ursprung des Gutedels im Genferseebogen, bevor er 2008 an das Agroscope Changins-Wädenswil ACW wechselte, um dort in der Forschungsgruppe Beeren, Medizinal- und Aromapflanzen zu wirken.

## Veröffentlichungen
- mit Jancis Robinson und Julia Harding: Wine Grapes. A complete guide to 1368 vine varieties, including their origins and flavours. Allan Lane 2012. (Kindle Edition) ISBN 978-1846144462
- mit Giulio Moriondo: Origine des cépages valaisans et valdôtains: l'ADN rencontre l'histoire zu Geschichte und genetischen Beziehungen zwischen den Rebsorten des Wallis und Aostatals, Éditions du Belvedere, ISBN 978-2884-19216-3
- mit Dominique Maigre, Carole P. Meredith: Identity and parentage of two alpine grape cultivars from Switzerland (Vitis vinifera L. Lafnetscha and Himbertscha). In: Vitis. Bd. 43, Nr. 2, 2004, S. 81–87, (Digitalisat (PDF; 51 kB)), abgerufen am 10. Oktober 2015